# SMM J2135-0102
SMM J2135-0102 – galaktyka znajdująca się w gwiazdozbiorze Wodnika w odległości 10 miliardów lat świetlnych. Została odkryta w 2010 roku przez zespół badaczy z Durham University przy użyciu teleskopu Atacama Pathfinder Experiment w Chile. Do dalszych badań wykorzystano teleskop Submillimeter Array znajdujący się na Hawajach.
Galaktyka SMM J2135-0102 powstała niedługo po Wielkim Wybuchu. Proces formowania nowych gwiazd zachodzi w niej niezwykle szybko, w ilości 250 gwiazd w ciągu roku. Tempo to jest 100 razy szybsze, niż dzisiejsze tempo powstawania gwiazd w naszej Galaktyce.